# Talha al-Muwàffaq
Abu-Àhmad Talha ibn Jàfar al-Muwàffaq (àrab: أبو أحمد طلحة الموفق, Abū Aḥmad Ṭalḥa al-Muwaffaq) (842-891), conegut com l'Afortunat, fou un príncep abbàssida, regent de l'imperi entre 870 i 891. Era el cinquè fill del califa al-Mutawàkkil amb una esclava de nom Umm-Ishaq.
Era molt jove, uns 19 anys, quan va assistir a la mort del seu pare per la guàrdia turca. El seu germà al-Múntassir va pujar llavors al tron (861-862) però va morir a Samarra vers el 29 de maig del 862 i el califat va passar a una altra branca de la família, retornant després del govern d'al-Mustaín. El seu germà gran al-Mútazz el desembre del 865 va nomenar Abu Ahmad Talha com a cap de l'exèrcit que va derrotar a Muhàmmad ibn Abd-Al·lah ibn Tàhir a Bagdad i va obligar a al-Mustaín a abdicar, agafant al-Mútazz el poder el 25 de gener del 866. Des de llavors es va crear una sèrie d'amics i clients entre les forces turques que no va parar d'augmentar amb el temps.
Quan al-Mútazz va voler eliminar els generals turcs, Abu Ahmad Talha no va voler col·laborar ni enfrontar-se al seu germà i va dimitir i es va exiliar a l'Hedjaz, el que encara li va fer guanyar més amics entre els turcs (867). A mig juliol del 869, aliades les faccions dels turcs, els ferghanis i els magharibes, el califa al-Mútazz fou deposat i va morir tres dies després, el 16 de juliol del 869 a causa dels maltractes rebuts. Els turcs van posar al tron al fill d'al-Wàthiq, Muhàmmad, que va regnar amb el làqab d'al-Muhtadí. Aquest fou enderrocat pel general Mussa ibn Bugha, i com que va refusar abdicar fou executat pel general el 21 de juny del 870. Llavors al-Mútamid, germà d'Al-Mútazz i d'Abu Ahmad Talha, fou posat al tron. Talha va retornar des de la Meca, i Musa ibn Bugha el va acollir i es va posar a les seves ordes, acordant compartir el poder efectiu. Talha va rebre llavors el govern de l'Iraq i Aràbia mentre el fill menor d'edat del califa al-Muhtadí (que de fet no tenia cap poder), Ibrahim al-Muayyad, rebia Síria i Egipte.
El primer obstacle que va trobar fou el de Yaqub ibn al-Layth, l'emir safàrida del Sistan i Kirman que es volia estendre al Fars on va trobar l'oposició del senyor local Muhammad ibn Wasil al-Tamimi i del propi al-Muwàffaq. El 875 el califa va designar co-hereus al seu germà Talha i al seu fill al-Muayyad, rebent el primer tot l'orient i el segon tot l'occident. El 876 l'enfrontament al Fars va arribar al seu moment decisiu quan Yakub va envair l'Iraq però fou derrotat per al-Muwàffaq i Musa ibn Bugha a la batalla de Dayr al-Akul. El 877 va morir Musa ibn Bugha i els generals que van ocupar el seu lloc, Kayghalagh i Ishak ibn Kundadj, es van reconèixer subordinats d'al-Muwàffaq i mai li van disputar l'autoritat.
Talha va tenir els seus propis visirs, Sulayman ibn Wahb, Sad ibn Makhlad i Ismail ibn Bulbul, mentre el seu germà estava confinat a Samarra. L'intent de fuita del seu germà cap a Egipte el 882 fou avortat i Ishak ibn Kundadj va ocupar llavors el govern de Síria i nominal d'Egipte (que estava en mans d'Ahmad ibn Tulun). Fou la lluita contra els zandj (que s'havien revoltat el 869) el que li va ocupar la major part del temps que va dedicar a campanyes militars a partir del 879. En aquestes campanyes va tenir la cooperació del seu fill Abu-l-Abbàs Àhmad (després califa al-Mútadid) que va heretar la influència paterna sobre l'exèrcit. Va poder sufocar la revolta zandj finalment el 883.
El 885 va enviar el seu fill contra Khumàrawayh ibn Àhmad ibn Tulun; el febrer/març del 885 les seves tropes es van enfrontar a les de Khumàrawayh a la batalla anomenada dels Molins (al-Tawahin), al sud de Palestina i els caps dels dos bàndols van fugir vergonyosament als primers xocs; la victòria fou pels egipcis perquè un general, Sad al-Aysar, es va dirigir a Damasc i la va ocupar, però allí es va revoltar contra el seu senyor (després l'emir el va matar de pròpia mà). Khumàrawayh va tractar amb màxima clemència als presoners buscant la reconciliació.
El 889 al-Muwàffaq va fer arrestar al seu fill a causa d'una sèrie de problemes entre els dos. Després el regent va sortir de Bagdad per anar al Djibal on buscava diners per finançar el califat. Ja no va tornar fins que la seva malaltia (elefantiasis) es va agreujar seriosament, i va arribar a l'Iraq a temps de reconciliar-se amb el seu fill, morint poc després (juny del 891). El seu fill al-Mútadid va ocupar de fet el seu lloc.